# أنريل إنجن 5
أنريل إنجن 5 هو الإصدار الأحدث من محرك Unreal الذي تطوره شركة ابيك قيمز. تم الكشف عنه في مايو 2020 وأُصدر رسميًا في أبريل 2022. يشتمل أنريل إنجن 5 على ميزات رئيسية مثل نظام نانيت، وهو نظام هندسي افتراضي يسمح لمطوري الألعاب باستخدام نماذج شبكية عالية الدقة بشكل فوري مع توليد تلقائي لمستويات التفاصيل. كما يتضمن نظام لومين، وهو نظام إضاءة وانعكاسات ديناميكي عالمي يستخدم تقنيات تتبع الأشعة بالبرمجيات والأجهزة. الكود المصدري لأنريل إنجن 5 متاح على GitHub. 

## تاريخ
تم الكشف عن محرك أنريل 5 في 13 مايو 2020، وهو يدعم جميع الأنظمة التي كان يدعمها محرك أنريل 4، بما في ذلك أجهزة الألعاب من الجيل التالي مثل بلايستيشن 5 وإكس بوكس سيريس X/S. بدأ العمل على هذا المحرك قبل نحو عامين من الإعلان عنه. تم إطلاقه بنسخة الوصول المبكر في 26 مايو 2021، وأُصدر رسميًا للمطورين في 5 أبريل 2022. 
استخدمت شركة إيبيك لعبتها فورتنايت كمنصة اختبار لمحرك أنريل 5 لإظهار إمكانيات المحرك وتأثيره على الصناعة، مع إطلاق اللعبة باستخدام محرك أنريل 5 في ديسمبر 2021. حصل وضع باتل رويال في لعبة فورتنايت على تحسينات بصرية باستخدام محرك أنريل 5.1 مع إطلاق الفصل الرابع في 4 ديسمبر 2022. تم تطوير تجربة ذا ماتريكس أويكنز، وهي تجربة مرتبطة بفيلم ذا ماتريكس ريزركشنز، من قبل إيبيك لتكون عرضًا توضيحيًا آخر لقدرات محرك أنريل 5، إلى جانب تقنيات أخرى استحوذت عليها الشركة خلال عامي 2020 و2021، بما في ذلك ميتا هيومن كرييتور الذي تم تطويره ودمجه في محرك أنريل 5 باستخدام تقنيات من ثري لاترال وكوبيك موشن وكويكسل.
في مارس 2024، أطلقت شركة إيبيك مشروع *تايتان*، وهو حدث فني تعاوني يهدف إلى إنشاء مشروع عالَم مفتوح مجاني كنموذج للتجربة في محرك أنريل.

## الترخيص
يحتفظ محرك أنريل 5 بنموذج العائدات الذي بدأ مع محرك أنريل 4، حيث يدفع المطورون 5% من إجمالي الإيرادات لشركة إيبيك جيمز، مع استثناء لهذه الرسوم في حال كانت المبيعات تتم عبر متجر إيبيك جيمز. بالإضافة إلى ذلك، أعلنت إيبيك مع إطلاق أنريل 5 أنها لن تأخذ أي رسوم من الألعاب التي تستخدم أي إصدار من المحرك حتى أول مليون دولار من الإيرادات الإجمالية، بأثر رجعي اعتبارًا من 1 يناير 2020. كما كشفت إيبيك عن ترخيص لكل مقعد لاستخدام محرك أنريل في التطبيقات غير المتعلقة بالألعاب، مثل إنتاج الأفلام والتلفزيون، اعتبارًا من أبريل 2024، إذا تجاوزت الإيرادات مليون دولار، حيث تبلغ تكلفة كل مقعد 1850 دولارًا سنويًا.  